# Chiesa del Corpus Domini (San Giovanni Bianco)
La chiesa del Corpus Domini è un edificio di culto di Cornalita, frazione di San Giovanni Bianco, in provincia e diocesi di Bergamo.
L'edificio conserva affreschi quattrocenteschi dedicati al culto di Maria.

## Storia
La costruzione di un piccolo oratorio risale attorno al 950, posto in prossimità di due nuclei urbani che componevano l'antica contrada di Cornalita sul lato orografico destro del fiume Brembo sopra un altopiano. 
Nel Quattrocento fu costruito un nuovo edificio di culto che inglobò quello antico che ne divenne il portico. Il 21 aprile 1447 fu consacrato e intitolato al Corpus Domini dal vescovo di Bergamo Polidoro Foscari. La chiesa fu affrescata successivamente, nella seconda metà del Quattrocento.
San Carlo Borromeo, arcivescovo di Milano, visitò la chiesa nell'autunno del 1575, durante la sua visita diocesana alla provincia bergamasca. Dalla relazione si desume che la chiesa aveva tre altari, ma non in buone condizioni, obbligandone la rimozione di quello intitolato alla Madonna e alla Resurrezione che si trovavano all'esterno.
Nel Novecento la chiesa fu oggetto di restauro conservativo con il rifacimento sia della copertura lignea sia della pavimentazione.

## Descrizione

### Esterno
L'edificio di culto è anticipato dal sagrato a prato con il camminamento centrale in pietra. La facciata a capanna presenta l'ingresso principale centrale rialzato da tre gradini in pietra ha i contorni dipinti. La parte superiore ha due aperture rettangolari strombate complete di contorni dipinti. Il fabbricato prosegue a sinistra con un grande porticato con la copertura a una falda unica, questa parte era l'originario tempio. Il lato sinistro del fabbricato prosegue con la canonica. 

Il porticato ospita nella parte terminale una cappella absidata chiusa da una cancellata con affreschi del XV secolo, raffiguranti Storie di Maria e di Gesù, e con la copertura sostenuta da grandi pilastri e composta da grosse travi di legno. L'abside visibile dalla parte esterna dell'edificio ha pareti in conci di pietra disposti in opus incertum.

### Interno
L'interno a pianta rettangolare e a unica navata divisa da un grande arco a sesto acuto in due campate. La copertura lignea a due falde con travi a vista. Il battistero è posto sul lato sinistro della sala posto in un piccolo sfondato semicircolare chiuda da una inferriata. Corrispondente sul lato destro vi è la zona penitenziale e l'ingresso laterale che conduce sotto il porticato.
L'altare della Madonna del Rosario è posto nella seconda campata e conserva in un'ancona lignea la statua della Madonna.  Corrispondente a destra vi è l'altare di sant'Antonio di Padova con la statua del santo posti nella nicchia dell'altare in stucco.
La parte termina con l'arco trionfale a sesto acuto, che accede alla zona presbiteriale ornato dagli antichi affreschi con scene della vita di Gesù. Il presbiterio rialzato ha la volta a cupola e complete di capitelli d'ordine corinzio che reggono la trabeazione. La parte termina con il coro absidato con copertura a catino.